# 香港國際機場古窯公園

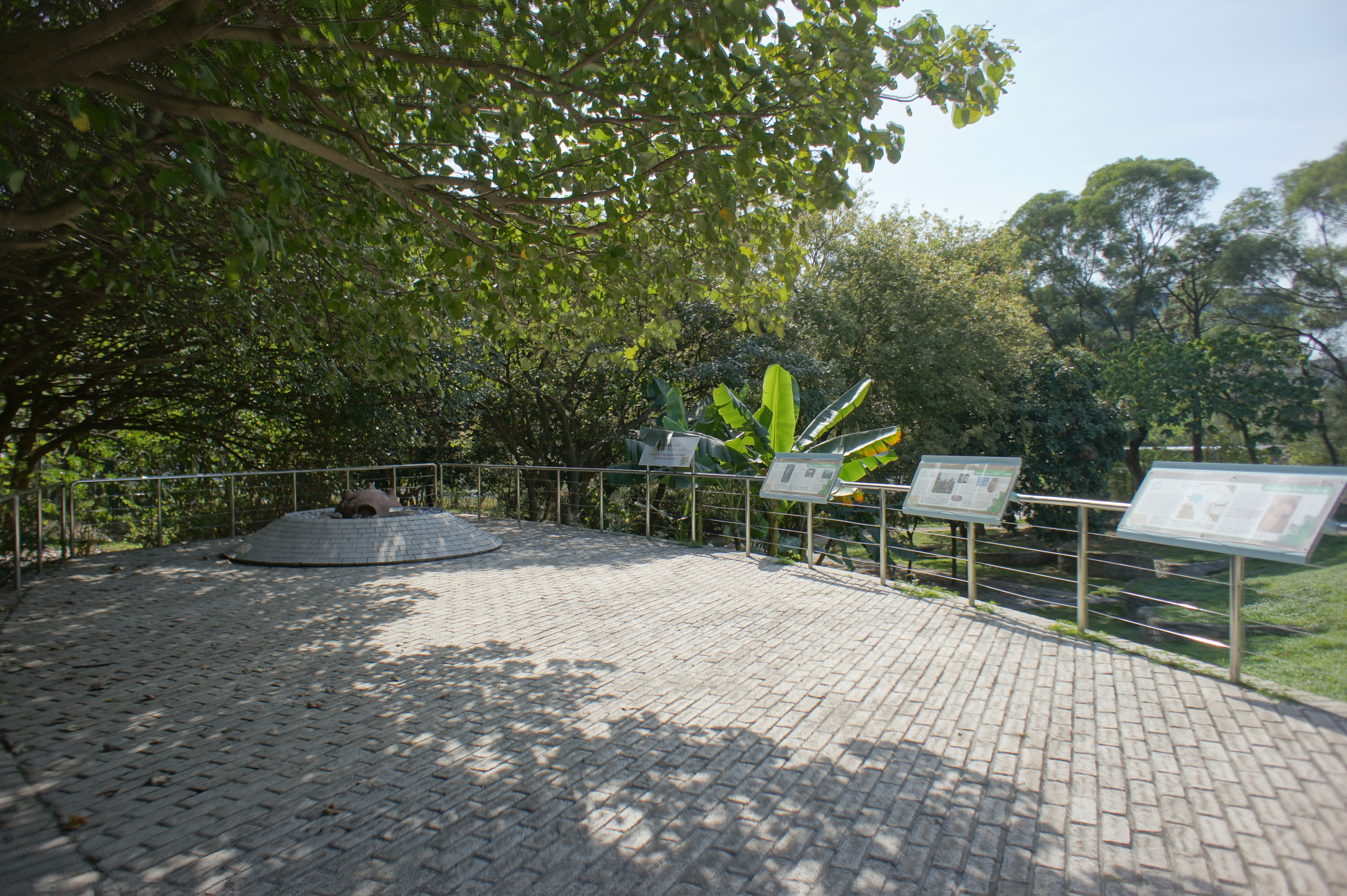
香港國際機場古窯公園內的古窯仿製品及簡介展板。

香港國際機場古窯公園（英語：Ancient Kiln Park of Hong Kong International Airport）是香港一座以古窯為主題的主題公園，位於新界赤鱲角蝦螺灣東岸路南端，北面為國泰城、南面為機場緩跑徑及觀景山，毗連香港國際機場古物園，於2006年3月18日正式啟用，由機場管理局管理。

## 歷史
古窯公園原是赤鱲角島西南面的蝦螺灣遺址。香港國際機場在赤鱲角興建時，逾10個鑄爐在該處於1991年出土。根據碳14的年代檢定分析，該批鑄爐為元代遺跡，是香港首次發現元代遺跡。雖然發現鑄爐內礦渣的主要成份是鐵，但是仍然未足夠斷定原址與鑄鐵工業有關。
為了保存機場島上的文物，機場管理局自1996年起資助沙洲及龍鼓洲海岸公園，並且於2006年在機場南端東岸路設立古窯公園。

## 設施
古窯公園內設置了一個蝦螺灣鑄爐仿製品及幾幅簡介展板。

## 開放時間
每日開放時間：09:00-17:30。

## 交通
- 所有下列交通都必須在國泰城站下車，或是轉駁其他交通工具前往國泰城站下車，再步行過路前往古窯公園。如在機場站下車，則無法直接步行至古窯公園。

## 資料來源
1. ↑  古窯公園簡介展板內容
2. ↑  . 香港機場管理局網站. 2006-03-18  [2011-04-29]. （原始内容存档于2015-06-21）. （页面存档备份，存于）